# Найкращий стрілець
«Найкра́щий стріле́ць» (англ. Top Gun) — американська пригодницька драма режисера Тоні Скотта, яка вийшла 16 травня 1986 року. Чотири номінації на премію «Оскар», премія в категорії «Найкраща пісня до фільму» за пісню «Take My Breath Away».

## Сюжет
Лейтенант Піт Мітчелл на прізвисько «Меверік» — майстерний пілот важкого палубного винищувача F-14 «Tomcat», курсант елітного училища ВМС США, один з найкращих пілотів курсу. Неперевершений як в житті, так і в небі. Саме завдяки інстинктам, а не розумом, він закохується в інструктора училища, астрофізика Шарлотту Блеквуд, яка деякий час відмовляє йому у взаємності. Пілоти училища мають дуже багато літати, відпрацьовувати мистецтво повітряного бою і постійно змагатися між собою за звання найкращого пілота. Під час одного такого навчального бою, за трагічних обставин, гине напарник та найкращий друг Меверіка — «Гусак». Меверік звинувачує тільки себе в загибелі напарника, тому приймає рішення — залишити училище. На щастя, перед тим, як забрати документи, він звертається до свого командира, який у приватній бесіді розкриває йому секретну інформацію про загибель батька Мітчела — той героїчно загинув у В'єтнамській війні. Натхненний бесідою, Меверік все ж таки вирішує залишитись і закінчити курс, але титул «Найкращий стрілець» виграє інший пілот — Том «Сніговик» Казанскі. Після випуску всі курсанти під час морського патрулювання беруть участь у реальному бою з невідомим ворогом, який літає на радянських надсекретних літаках. Лише завдяки діям Мітчелла в цьому бою курсанти здобувають перемогу. На авіаносці Меверіка зустрічають оваціями товариші й командування. Після цього він повертається в училище, але не як курсант, а в статусі інструктора, де знову зустрічає Шарлотту.

## У ролях
- Том Круз — лейтенант Піт Мітчелл «Меверік» (англ. LT Pete "Maverick" Mitchell)
- Келлі Макгілліс — Шарлотта Блеквуд (англ. Charlotte "Charlie" Blackwood)
- Вел Кілмер — лейтенант Том Казанскі «Сніговик» (англ. LT Tom "Iceman" Kazansky)
- Ентоні Едвардс — молодший лейтенант Нік Бредшо «Гусак» (англ. LTJG Nick "Goose" Bradshaw)
- Том Скеррітт — командер Майк Меткалф «Гадюка» (англ. CDR Mike "Viper" Metcalf)
- Майкл Айронсайд — лейтенант-командер Рік Гезерлі «Жартівник» (англ. LCDR Rick "Jester" Heatherly)
- Джон Стоквелл — лейтенант Білл Кортелл «Кугуар» (англ. LT Bill "Cougar" Cortell)
- Беррі Табб — молодший лейтенант Леонард Вулф «Перевертень» (англ. (англ. LTJG Leonard "Wolfman" Wolfe))
- Рік Россовіч — молодший лейтенант Рон Кернер «Слайдер» (англ. LTJG Ron "Slider" Kerner)
- Тім Роббінс — молодший лейтенант Сем Веллс «Кречет» (англ. LTJG Sam "Merlin" Wells)
- Кларенс Гільярд молодший — молодший лейтенант Маркус Вільямс «Сандаун» (англ. LTJG Marcus "Sundown" Williams)
- Віп Габлі — лейтенант Рік Невен «Голлівуд» (англ. LT Rick "Hollywood" Neven)
- Джеймс Толкан — командер Том Джордан «Стінгер» (англ. CDR Tom "Stinger" Jardian)
- Мег Раян — Керол Бредшоу (англ. Carole Bradshaw)
- Адріан Пасдар — лейтенант Чарльз Пайпер «Чіппер» (англ. LT Charles "Chipper" Piper)
- Рендалл Брейді — лейтенант Девіс
- Дюк Страуд — Air Boss Джонсон
- Браян Шин — Sprawl
- Рон Кларк — Inquiry Commander
- Френк Пеше — бармен
- Піт Петігрю — Перрі Сіденталь
- Трой Гантер — радіооператор
- Лінда Рей Юргенс — місис Мері Меткалф
- Т.Дж. Кессіді — грає самого себе

## Український дубляж
Фільм дубльовано українською студією «Так Треба Продакшн» на замовлення vod-провайдера sweet.tv у 2021 році.
- Режисер дубляжу — Олена Мойжес

Ролі дублювали:
- Юрій Кудрявець, Андрій Соболєв, Олександр Шевчук, Євген Локтіонов, Ярослав Чорненький, Іван Корнієнко, Володимир Терещук, Роман Семисал, Єлизавета Мастаєва, Марина Локтіонова, Тетяна Руда, Юлія Малахова, Дмитро Зленко, Лідія Муращенко